# Bruno Rosetti
Bruno Rosetti, född 5 januari 1988, är en italiensk roddare.

## Karriär
Vid olympiska sommarspelen 2020 i Tokyo tog Rosetti brons tillsammans med Matteo Castaldo, Matteo Lodo, Giuseppe Vicino och Marco Di Costanzo i fyra utan styrman. Han tävlade i försöksheatet men testade positivt för covid-19 några timmar innan finalen och fick ersättas av Marco Di Costanzo. Rosetti erhöll ändå en medalj.